# Xpress: Platform 13
Pour les articles homonymes, voir Xpress.
Xpress: Platform 13  est un parcours de montagnes russes lancées du parc Walibi Holland aux Pays-Bas. Il a ouvert en avril 2000 sous le nom Superman The Ride et a été renommé Xpress pour la saison 2005.
L'attraction est fermée en 2011 à la suite de la découverte de fissures dans les stators. Les travaux de réparations ne pouvant être effectués avant février 2012, le parc en profita pour repeindre l'attraction complètement (rails en noir et supports en gris).
En 2014, l'attraction fut renommée Xpress: Platform 13. La thématique fut modifiée par la même occasion au niveau de la file d'attente et de la gare. Elle s'inspire d'une station de métro abandonnée, qui aurait connu par le passé plusieurs accidents mystérieux.

## Caractéristiques[3]
- Localisation : Walibi Holland, Pays-Bas
- Constructeur : Vekoma
- Longueur : 996 m
- Hauteur : 25,8 m
- Inversions : 3 (roll over, tire-bouchon)
- Vitesse : 90 km/h
- Durée : 1 min 40 s
- G-Force : 5
- Ouverture : 2000
- Statut : en fonction
- Trains : 2 trains avec harnais, 6 wagons de 4 passagers.
- Capacité : 1 200 personnes par heure.

## Divers
- Parcours : le train débute doucement dans le noir, jusqu'à arriver dans la zone de lancement. Il est ensuite lancé de 0 à 90 km/h en 2.5 secondes[4], effectue le roll over, passe une descente pour continuer son parcours avec des virages serrés, entame le tire-bouchon. Ensuite arrivent les freins de mi-parcours suivis par quelques virages et le train freine encore avant de retourner en gare.

- Xpress: Platform 13 possède un circuit identique à Rock 'n' Roller Coaster présent dans le parc Walt Disney Studios près de Paris et aux Disney's Hollywood Studios en Floride. Le parcours est un peu plus ample afin de compenser une vitesse plus élevée car les trains sont plus légers sans l'installation musicale des modèles de Disney[3], et la première des deux zones de freins de mi-parcours a été retirée pour la même raison (on peut voir qu'une telle ligne droite à basse vitesse n'était destiné qu'à un freinage).

- À l'origine, l'attraction devait être appelée Riddler's Revenge et être peinte en vert. Comme les européens ne connaissent pas autant les super-héros que les américains, il a été décidé peu avant son ouverture, qu'elle obtienne un thème de Superman. Les traces de l'ancien thème pouvaient être vues durant la période Six Flags. On parcourait dans la file d'attente les bureaux du Daily Planet.